# Hartshorne, Oklahoma
Hartshorne är en ort i McCurtain County i Oklahoma i USA, som ligger 24 kilometer öster om McAlester. Den hade en befolkning på 2 125 invånare 2010.
Hartshorne har sitt namn efter finansmannen Charles Hartshorne från Philadelphia, som investerade i brytning av traktens kolfyndigheter.

## Historik
Den nuvarande staden Hartshorne började som en kolgruveort omkring 1850. Kolgruveföretag i Indianterritoriet rekryterade vita immigranter för arbete i gruvorna. Hartshorne var en bruksort, som låg mycket nära gruvan, med enkla byggnader och en brukshandel. År 1850 öppnades också ett postkontor i Hartshorne. När den grundades låg orten i Gaines County, som en del av Moshulatubbee District i Choctawnationen.
Jones Academy grundades nordost om Hartshorne 1881.
Choctaw Coal and Railway köptes av staden, ombildades till bolag 1887 och började bygga en kilometer lång järnväg mellan Wister och South McAlester. År 1894 rekonstituerades Choctaw Coal and Railway och döptes om till "Choctaw, Oklahoma and Gulf Railroad". Sträckan Wister - South McAlester blev färdig 1900 och hade också bilinjer till Wilburton, Alderson och Hartshorne. Järnvägsföretaget köptes 1902 av "Chicago, Rock Island and Pacific Railway".
Ryska och andra immigranter uppförde 1895–1897 "The Holy Rosary Church", inklusive ett kloster och en ungdomsskola. År 1916 ersattes kyrkan av "The Saints Cyril and Methodius Russian Orthodox Greek Catholic Church".

## Skolor
I Hartshornes skoldistrikt går numera också ett flertal elever på det närbelägna choctawinternatet Jones Academy.